# John Gabriel Borkman
John Gabriel Borkman ist ein Theaterstück von Henrik Ibsen aus dem Jahr 1896.

## Entstehung
Henrik Ibsen schrieb das Theaterstück John Gabriel Borkman 1896 in Kristiania (dem heutigen Oslo). Beeinflusst wurde der Schriftsteller von einem realen Vorfall, der die Gesellschaft beschäftigte. In den 1850er-Jahren wurde ein namhafter Offizier aus Kristiania wegen Betruges zu vier Jahren Gefängnishaft und Strafarbeit verurteilt. Nach Verbüßung der Strafe kehrte der Offizier psychisch verändert nach Hause zurück und isolierte sich komplett von der Außenwelt. Auch seine Frau fand keinen Zugang mehr zu ihm. Ibsen wurde während seiner ersten Reise nach Kristiania (1850–1851) auf diesen Vorfall aufmerksam. Seinen zweiten Aufenthalt in der Stadt (1857–1864) nutzte der Autor, um das Schicksal des betreffenden Offiziers weiter zu verfolgen.
Da Henrik Ibsen sich außerdem mit dem Werk des Literaturkritikers, Philosophen und Schriftstellers Georg Brandes über William Shakespeare auseinandersetzte, kam er in Berührung mit dessen Theorien über den Philosophen Friedrich Nietzsche. Besonders die zentralen Thesen vom Übermenschen und dem Willen zur Macht spiegeln sich im Theaterstück John Gabriel Borkman deutlich wider.

## Handlung
Der Bankier John Gabriel Borkman wurde wegen Betruges zu einer mehrjährigen Gefängnisstrafe verurteilt. Mit illegalen Transaktionen hatte Borkman seine Bank in den Ruin getrieben und auch sein eigenes Geld sowie das der Kundschaft verspielt. Nach seiner Freilassung führt er das Leben eines Einsiedlers und isoliert sich komplett von der Außenwelt. Grund für den Rückzug aus der Gesellschaft ist die Scham über das Geschehene und somit der Verlust des sozialen Ansehens. Borkman und seine Frau Gunhild, die besonders unter der Situation leidet und ihrem Ehemann Vorwürfe macht, leben im Haus von Gunhilds Schwester Ella Rentheim. Borkman zieht sich in ein Zimmer im ersten Stock zurück, während Gunhild im Erdgeschoss lebt.
Ella war die eigentliche Liebe John Gabriel Borkmans, doch seiner Karriere zuliebe entschied er sich für eine Ehe mit Gunhild. Sein ehemaliger Freund Hinkel forderte als Gegenleistung für die Ernennung Borkmans zum Bankenchef dessen Verzicht auf Ella. Mittlerweile ist Ella schwer erkrankt und hat nur noch kurze Zeit zu leben. Zwischen ihr und Gunhild entwickelt sich ein Kampf um Borkmans Sohn Erhard, den Ella nach dem Bankrott bei sich aufnahm. Sie möchte, dass der Neffe, ein Student am Anfang des Erwachsenenlebens, mit ihr in die Stadt zieht und ihr vor dem Tod beisteht. Ihre Schwester Gunhild wünscht sich hingegen, dass der Sohn Karriere macht, um den von John Gabriel Borkman geschädigten Ruf der Familie wiederherzustellen.
Borkman selbst, noch immer auf eine Rehabilitierung hoffend, möchte Erhard ebenfalls für seine Zukunftspläne einspannen und mit ihm an die Spitze der Wirtschaft gelangen. Erhard ist mit den Ansprüchen, die von verschiedenen Seiten an ihn gestellt werden, überfordert. Am Ende des Theaterstückes stirbt John Gabriel Borkman, nachdem er sich mit Ella ausgesprochen hat und noch einmal ein letztes Aufflackern der einstigen Liebe zwischen den beiden erlebt hat. Die beiden verfeindeten Schwestern versöhnen sich im Anschluss.

## Uraufführung
John Gabriel Borkman wurde der Öffentlichkeit zuerst durch Lesungen vorgestellt. Die erste fand am 14. Dezember 1896 am Avenue Theatre in London statt. Am 10. Januar 1897 fanden zwei Uraufführungen in Helsinki (am Finnischen Nationaltheater auf Finnisch und am Svenska Teatern auf Schwedisch) statt. Beide Inszenierungen wurden sowohl vom Publikum als auch von den Kritikern gelobt.

## Moderne Inszenierungen (Auswahl)
- 2000: Schauspielhaus Bochum, Regie: Leander Haußmann, Besetzung: Ezard Haußmann, Margit Carstensen, Andreas Pietschmann, Traute Hoess, Maren Eggert; Fernsehaufzeichnung ZDF/3sat 2000; Beitrag Berliner Theatertreffen 2000
- 2009/2010: Schaubühne am Lehniner Platz in Berlin, Regie: Thomas Ostermeier, Besetzung: Josef Bierbichler
- 2011/2012: Prater der Volksbühne Berlin am Rosa-Luxemburg-Platz, Regie: Vegard Vinge, Ida Müller, Trond Reinholdtsen, Besetzung: Horst Lebinsky
- 2013: Schauspiel Frankfurt, Regie: Andrea Breth, Besetzung: Wolfgang Michael
- 2014: Deutsches Schauspielhaus Hamburg, Regie: Karin Henkel, Besetzung: u. a. Lina Beckmann, Matthias Bundschuh, Jan-Peter Kampwirth, Josef Ostendorf
- 2015: Akademietheater Wien, Regie: Simon Stone, Besetzung: u. a. Martin Wuttke, Birgit Minichmayr, Max Rothbart, Caroline Peters; Beitrag Berliner Theatertreffen 2015